# Arc elicoidal
Un arc elicoidal este un arc format prin înfășurarea în formă de elice a unei sârme sau bare cu secțiunea rotundă sau dreptunghiulară pe o suprafață directoare. Ca orice arc, de obicei este folosit pentru a stoca energie și ulterior a o elibera, pentru a absorbi șocurile⁠(d) sau pentru a menține o forță între suprafețele de contact. Este fabricat dintr-un material elastic, care revine la lungimea sa naturală atunci când este descărcat.
La întindere sau compresiune, materialul (sârma) unui arc elicoidal este supusă unei torsiuni. Prin urmare, caracteristicile arcului depind de modulul de elasticitate transversal.
Un arc elicoidal poate fi utilizat și ca arc elicoidal flexionar: în acest caz, arcul în ansamblu este supus torsiunii în jurul axei sale elicoidale. Materialul arcului este astfel supus unui moment încovoietor, care fie reduce, fie crește raza elicoidală. În acest mod de lucru caracteristicile arcului sunt determinate de modulul lui Young al materialului.

## Caracteristica unui arc
Caracteristica unui arc este raportul dintre încărcarea unui arc și deformația lui elastică (săgeata). Caracteristica arcului este în mod normal specificată de producător.
Arcurile elicoidale de întindere și compresiune dintr-un anumit material, cu diametrul sârmei și diametrul spiralei date, exercită aceeași forță atunci când sunt complet încărcate; creșterea numărului de spire crește doar lungimea liberă și lungimea comprimată/extinsă.

## Tipuri
Tipurile de arcuri elicoidale sunt:
- Arc de întindere. Este conceput să reziste la eforturile de întindere. De obicei la capete ultima spiră este îndoită în formă de cârlig sau ochi, sau este prevăzut cu piese de prindere.
- Arc de compresiune. Este conceput să reziste la eforturile de compresiune. De obicei la capete sunt teșite perpendicular pe axa elicei, pentru a se așeza corect pe suprafețele de contact. Utilizarea tipică este în suspensiile vehiculelor.
  - Arc volută⁠(d). Este format dintr-o bandă plată înfășurată în formă de elice și spirală. Când este comprimată, banda este mai rigidă decât un arc de sârmă, dar aranjamentul spiralat permite spirelor să se suprapună în loc să se atingă una de cealaltă. Este utilizate ca arc de compresiune pentru sarcini mari, de exemplu în tampoanele locomotivelor și ale vagoanelor.
  - Arc curbat⁠(d). Este o formă specială de arc elicoidal, folosit în volanții cu două mase din transmisiile⁠(d) automobilelor. Forța este aplicată la capetele arcului. Un cuplu {\displaystyle M=F\cdot r} poate fi transmis în jurul unei axe prin intermediul forței {\displaystyle F} direcționate de-a lungul axei arcului și a brațului de pârghie de rază {\displaystyle r} față de punctul central al sistemului.
- Arc elicoidal flexionar. Este un arc conceput să se opună la acțiuni de răsucire.
- Arc elicoidal de flambaj. Este un arc subțire conceput să se opună la acțiuni de flambaj⁠(d) (care duce la încovoierea arcului).

Arcuri elicoidale de diferite forme
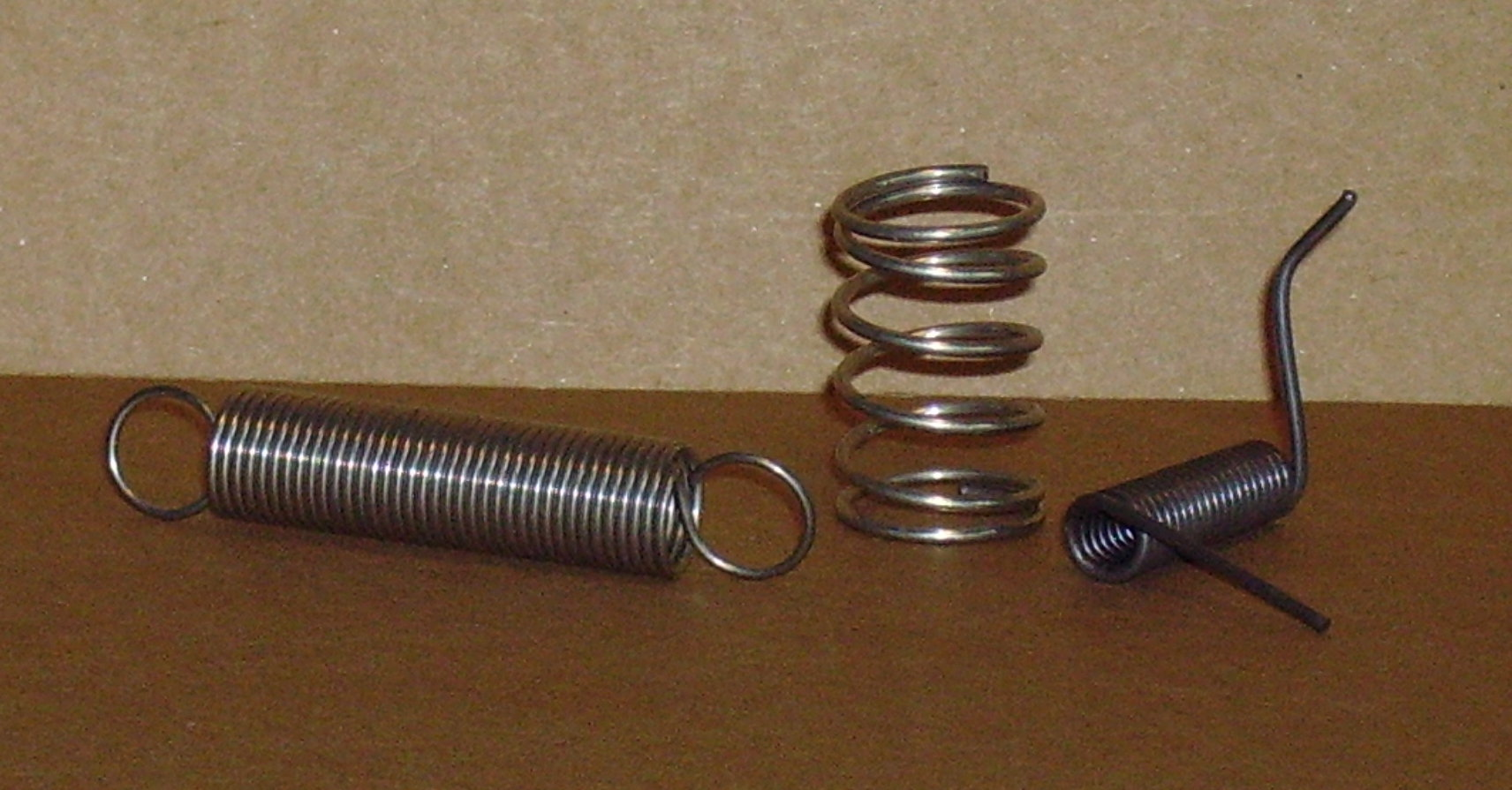
Arcuri cilindrice de întindere, compresiune și flexionar
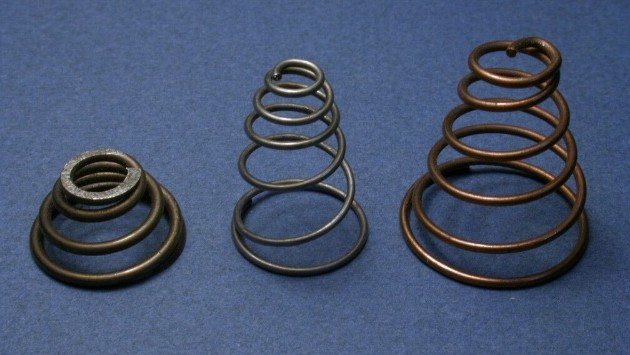
Arcuri de compresiune conice
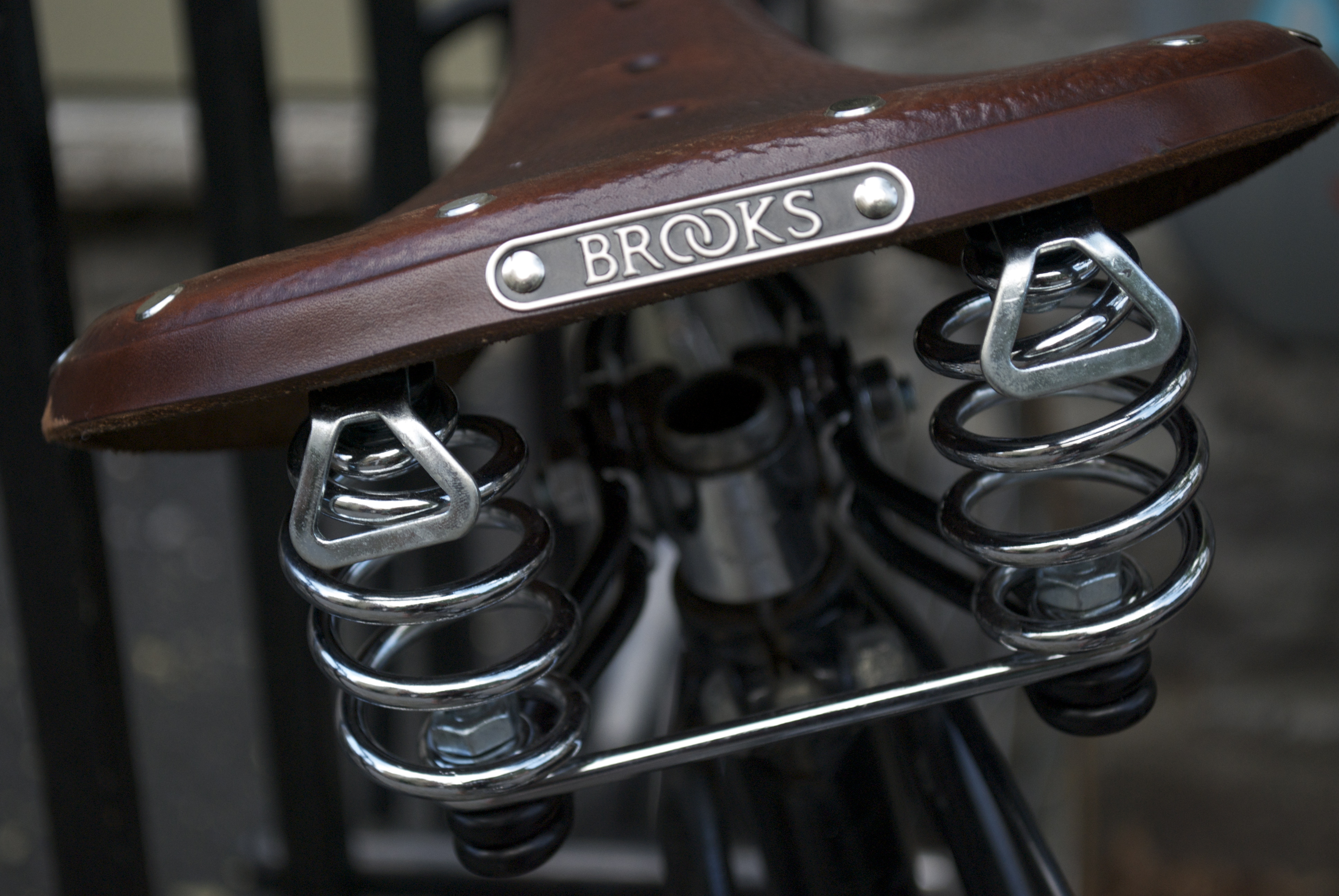
Arcuri de compresiune elipsoidale
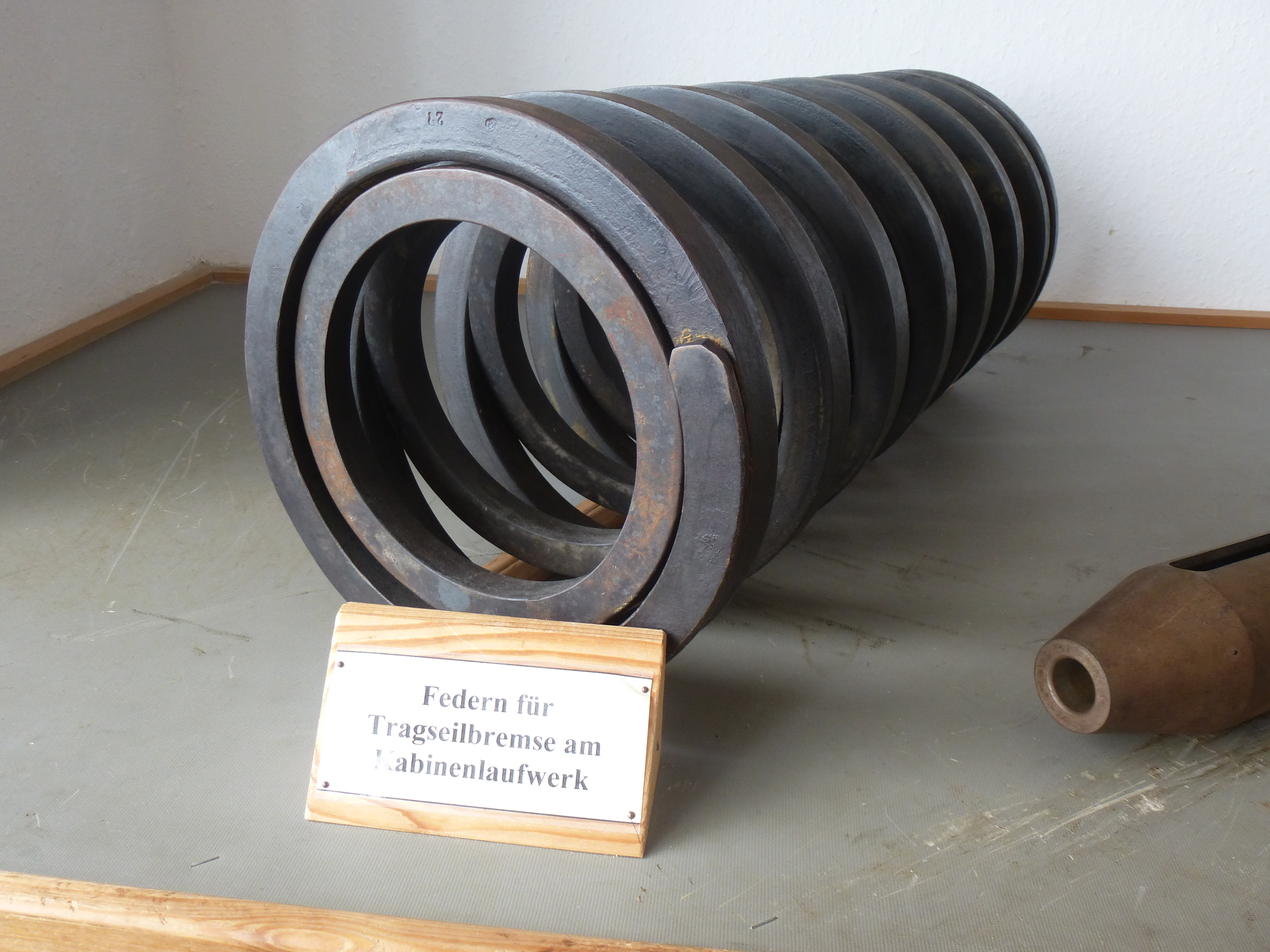
Arc de compresiune dublu din bare cu secțiunea pătrată
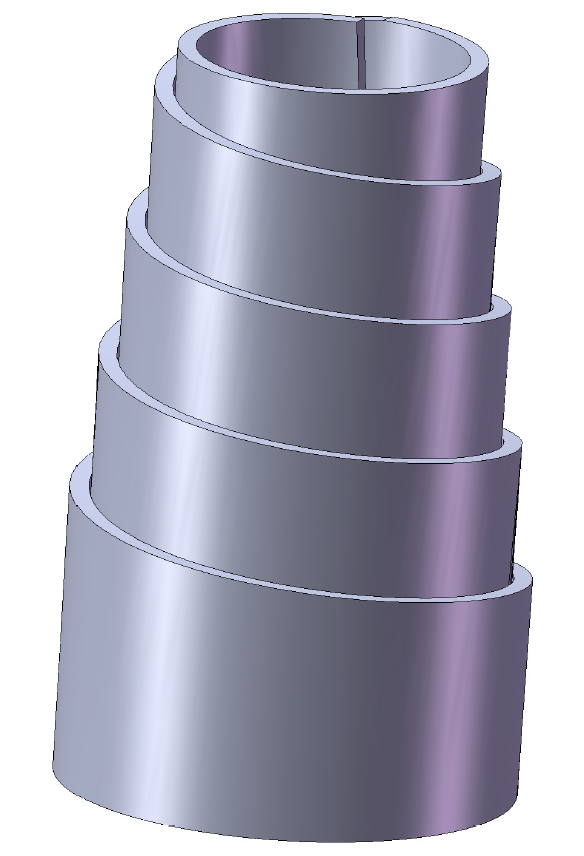
Arc volută

## Aplicații
Arcurile elicoidale sunt utilizate în mod obișnuit în suspensiile vehiculelor. Aceste arcuri sunt arcuri de compresiune și pot diferi foarte mult în ceea ce privește rezistența și dimensiunea, în funcție de aplicație. O suspensie cu arcuri elicoidale poate fi rigidă sau moale, în funcție de vehiculul pe care este utilizată. Arcurile elicoidale pot fi montate fie cu un amortizor, fie separat. Arcurile elicoidale de la camioane le permit să se deplaseze lin atunci când sunt descărcate, iar odată încărcate, arcul se comprimă și devine rigid. Acest lucru permite vehiculului să se balanseze mai puțin atunci când este încărcat. Suspensia cu arcuri elicoidale este utilizată și în mașinile de înaltă performanță, astfel încât mașina să poată absorbi denivelările și să aibă un ruliu redus al caroseriei. În vehiculele tot-teren acestea sunt utilizate datorită mărimii cursei pe care o permit.
Arcurile elicoidale utilizate în motoare sunt arcuri de compresiune și sunt folosite la închiderea supapelor de admisiune și evacuare ale camerelor de ardere.
Alte aplicații ale arcurilor:
- În supape de siguranță și dispozitive de protecție care trebuie să funcționeze în cazul dispariției altor surse de energie, de exemplu la căderea energiei electrice.
- Arcurile de flambaj se folosesc în întrerupătoare, comutatoare și tastaturi.
- Arcuri hiperboloidale și plate în saltele

Aplicații ale arcurilor elicoidale
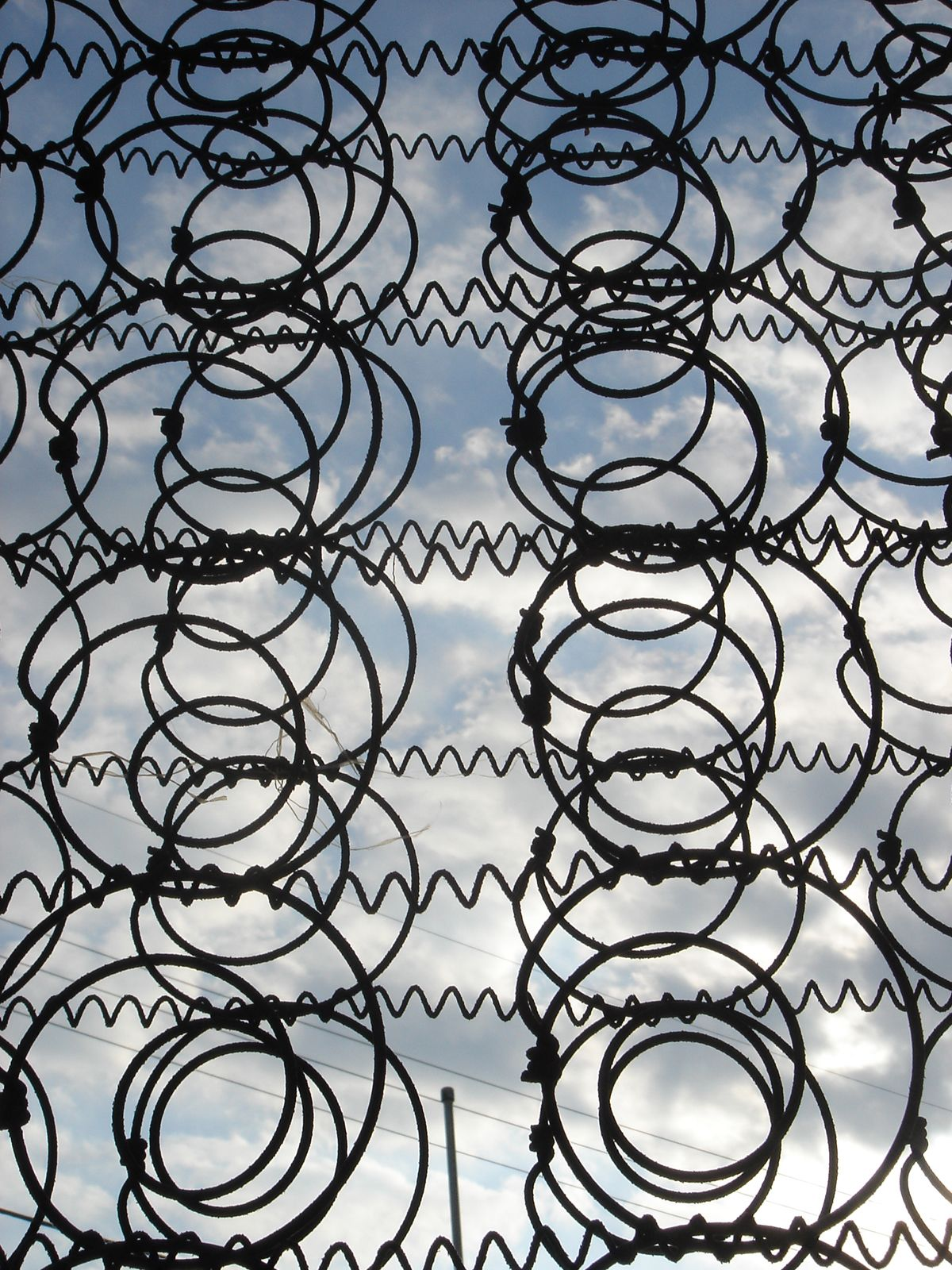
Arcuri hiperboloidale și plate într-o saltea
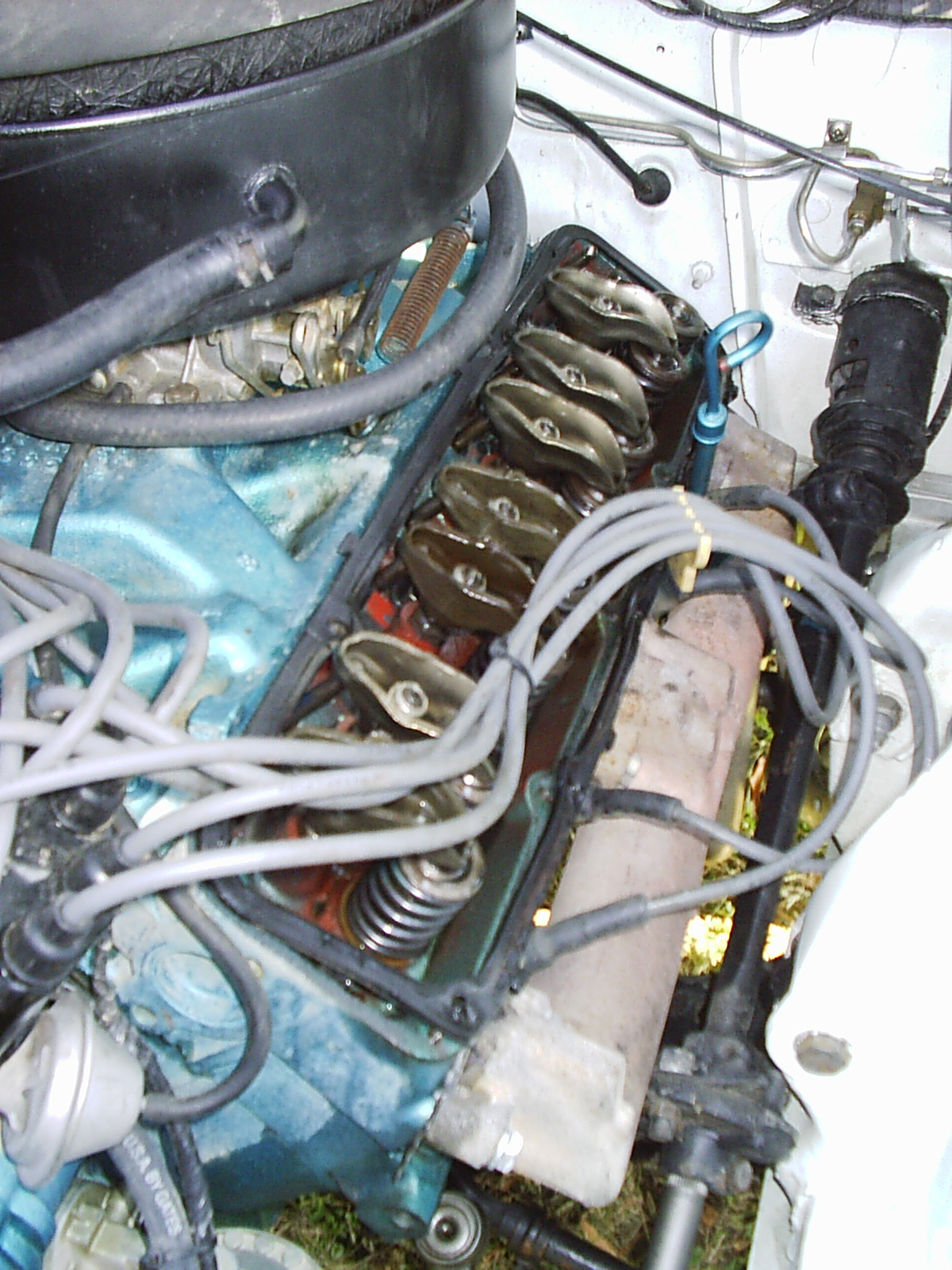
Arcuri de supape într-o chiulasă
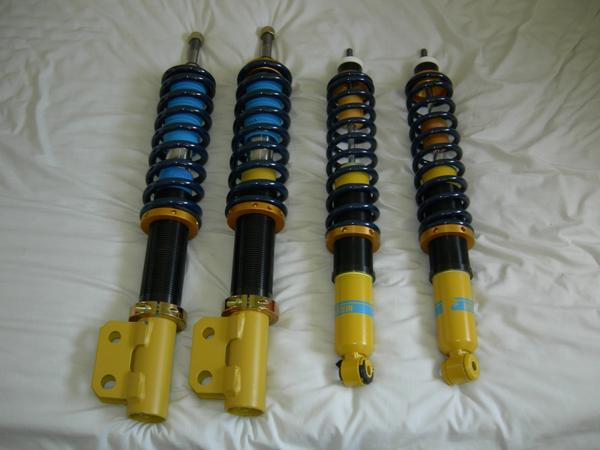
Arcuri într-o suspensie auto de tip MacPherson
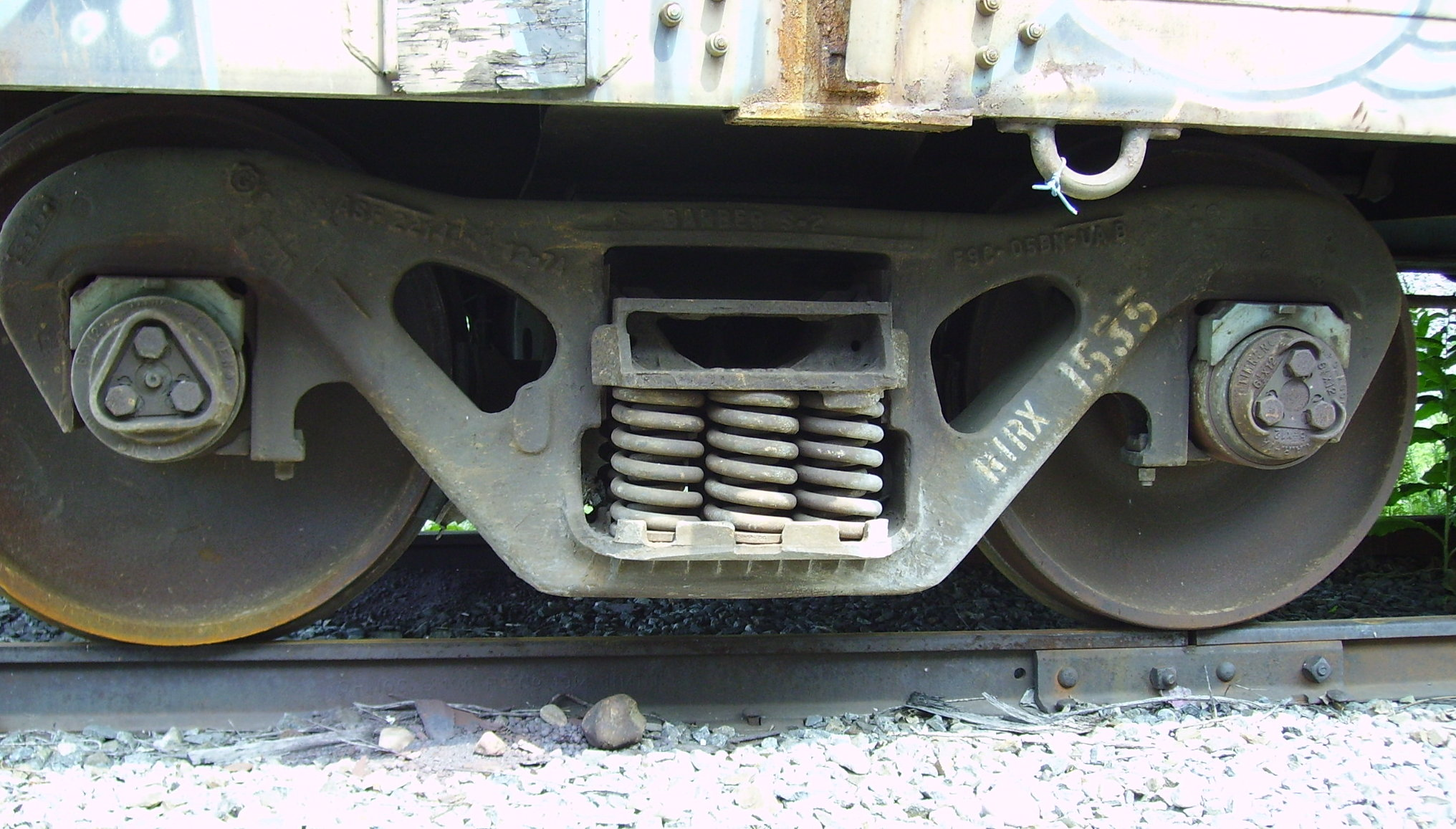
Arcuri într-un boghiu feroviar
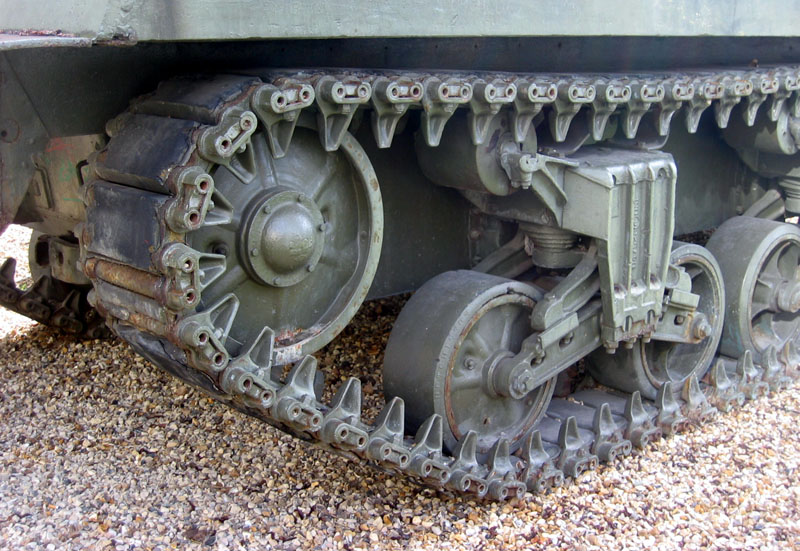
Arc volută în suspensia unui tanc M4 Sherman

## Fabricație

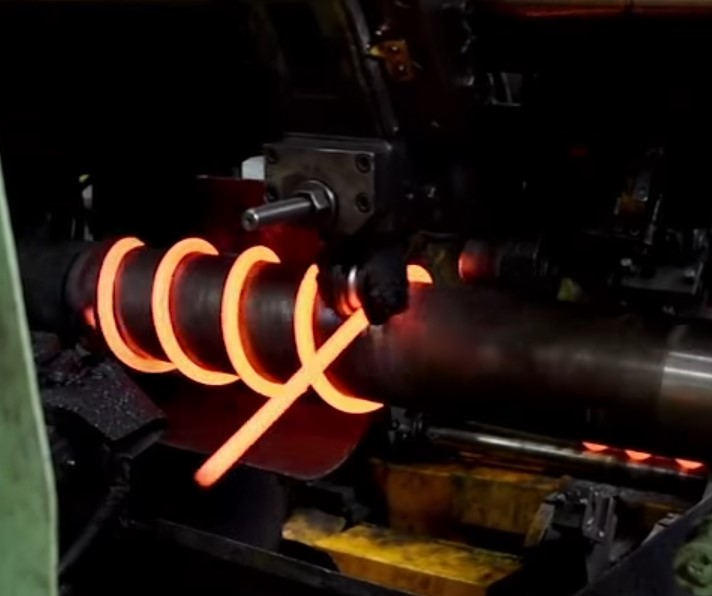
Înfășurarea la cald a unui arc elicoidal cilindric

Arcurile metalice elicoidale sunt fabricate prin înfășurarea unei sârme sau bare în jurul unei forme profilate. Pantru arcurile cilindrice se folosește un cilindru. Dacă sârma este foarte groasă înfășurarea poate avea loc la cald.
Arcurile elicoidale pentru vehicule sunt de obicei fabricate din oțel călit. O mașină-unealtă preia sârmă de arc care a fost încălzită pentru a putea fi ușor modelată. Apoi, pentru înfășurare se folosește un strung pe care este montată o tijă metalică cu dimensiunea dorită a arcului elicoidal. Mașina preia sârma și o ghidează pe tija de filare, realizându-se numărul de spire dorit. Arcul este apoi scos din mașină și călit în ulei. Arcul este apoi supus unei operații de revenire, pentru a-i scădea fragilitatea. Dimensiunea și rezistența spiralei pot fi controlate prin dimensiunea tijei de pe strung și de materialul utilizat. Se folosesc diferite aliaje pentru a obține anumite caracteristici ale arcului, cum ar fi rigiditatea, amortizarea și rezistența.